# Онуфріївська селищна територіальна громада
Онуфріївська селищна територіальна громада — об'єднана територіальна громада в Україні, в Олександрійському районі Кіровоградської області. Адміністративний центр — с-ще Онуфріївка.

## Населені пункти
До складу громади входять 2 селища (Онуфріївка, Павлиш) і 26 сіл:
- Байдакове
- Браїлівка
- Василівка
- Вишнівці
- Дача
- Деріївка
- Зибкове
- Калачівка
- Камбурліївка
- Костянтинівка
- Куцеволівка
- Лозуватка
- Любівка
- Мар'ївка
- Млинок
- Морозівка
- Омельник
- Павловолуйськ
- Петрівка
- Попівка
- П'ятомиколаївка
- Солдатське
- Успенка
- Федорівка
- Шевченка
- Ясинуватка